# Бердинських Олександр Миколайович
Олександр Миколайович Бердинських (нар. 17 вересня 1950, Лубенти) — український художник-оформлювач, дизайнер інтер'єру; член Спілки радянських художників України з 1984 року.

## Біографія
Народився 17 вересня 1950 року в селі Лубентах Слободського району Кіровської області РРФСР (нині зняте з обліку). 1975 року закінчив Кіровське училище мистецтв, у 1988 році Центральну експериментальну студію при Спілці художників СРСР у Москві (керівник Євгеній Розенблюм).
Впродовж 1976–1987 років працював на Дніпропетровському художньо-виробничому комбінаті Нікопольського відділення Спілки художників України, з 1987 року — на Хмельницькому художньо-виробничому комбінаті. Живе в місті Хмельницькому, в будинку на вулиці Курчатова № 1г, квартира 136.

## Роботи
Працює в галузі проектування, дизайну інтер'єрів. Оформив:
- музей Віктора Усова у Нікополі (1981);
- поліклініку у Марганці (1983);
- шляховий клуб у Нікополі (1989)[1].

Також автор музейних комлексів в Улан-Баторі, Єревані, Києві (художньо-архітектурний комплекс «Андріївський узвіз»).
Брав участь у всеукраїнських, всесоюзних та міжнародних художніх виставках декоративно-ужиткового мистецтва. 
Автор низки публікацій на мистецьку тематику.